# Quận Kittson, Minnesota
Quận Kittson là một quận nằm trong tiểu bang Minnesota, Hoa Kỳ. Quận đã được đặt tên theo nhà kinh doanh, da thú và nhà doanh nghiệp đường sắt Canada Norman Kittson. Đến năm 2000, dân số quận là 5.285 người. Quận lỵ của nó là Hallock 2.
Quận này được chính thức tổ chức vào ngày 25 tháng 2 năm 1879, đã từng thuộc huyện Pembina trước thời gian đó. Quận này cũng bao gồm phần phía tây của những gì được bây giờ là quận Roseau cho đến năm 1894.